# Flygets käcka gossar
Flygets käcka gossar, är en amerikansk film från 1942.

## Handling
Under andra världskriget startades ett flertal flygskolor i USA för engelska piloter. I filmen får man följa den engelska flygeleven Peter (John Sutton) och den amerikanska flygläraren Steve Britt (Preston Foster) som är rivaler om den amerikanska flickan Kay (Gene Tierney). Resultatet blir problem både i kärlekslivet och flygutbildningen.

## Om filmen
Vissa av flygscenerna utfördes av stuntpiloten Paul Mantz.   

## Rollista (i urval)
- Gene Tierney -   Saunders
- Preston Foster -  Steve Britt
- John Sutton -  Peter Stackhouse
- Jack Holt -  McDonald
- Dame May Whitty -  Lady Stackhouse
- George Barbier -  Grampa
- Richard Haydn -  George Lockwood
- Reginald Denny -  Barrett
- Ted North -  Cadet Hackzell
- Janis Carter -  Blonde
- C. Montague Shaw -  Läkaren
- Viola Moore -  Sjuksyster
- Nana Bryant -  Mrs. Black
- Joyce Compton -  Försäljaren
- Bess Flowers -  Sjuksyster